# Saint-Georges-sur-l'Aa
Saint-Georges-sur-l'Aa là một xã ở tỉnh Nord ở miền bắc nước Pháp. Xã này có diện tích 8,13 kilômét vuông, dân số năm 1999 là 297 người. Khu vực này có độ cao trung bình 2 mét trên mực nước biển.